# 天国に一番近い男
『天国に一番近い男』（てんごくにいちばんちかいおとこ 英:heaven cannot wait）は、毎週金曜日21:00 - 21:54に、TBS系で放送された日本のテレビドラマ。松岡昌宏（TOKIO）と陣内孝則のダブル主演作。
MONOカンパニー編（第1期）が1999年1月8日から3月19日まで、教師編（第2期）2001年4月13日から6月29日まで放送された。
作品当初は、第1期（MONOカンパニー編）全11回とスペシャルが2回放送されていたが、2001年には主役と一部のキャスト以外はキャストを一新した第2期（教師編）全12回が放送されている。
両シリーズとも長らくDVD化されていなかったが、放送終了から9年目の2010年にDVDが発売された。また、松岡が『大恋愛〜僕を忘れる君と』（2018年10月期金曜ドラマ）に出演した際、第1期と第2期がParaviにおいて期間限定で配信された。その後、櫻井翔が『笑うマトリョーシカ』（2024年7月期金曜ドラマ）に出演した際、第2期がU-NEXTで配信されるようになった。

## 概要
生きる価値もないような主人公が、突然目の前に現れた「天使」を名乗る謎の男と共に、神が課すという「命題」を達成することで、生きる意味のある人間へと変わっていく成長劇である。
基本的に命題一つが一話に対応する一話完結型のストーリーであり、ドラマの放映日と命題の期日を一致させることでドラマと現実世界に繋がりを持たせている。
1999年1月期から放送された「MONOカンパニー編」と2001年4月期から放送された「教師編」は共に松岡と陣内の主演であり、他にも袴田吉彦・渡辺いっけい・北村総一朗の3人（ゲスト出演者だけでも山西惇を含めた4人）の出演俳優が共通しているが、同一人物であるのは陣内演じる天童世死見だけとなっており、松岡と他の俳優は別の人物として登場する。
「MONOカンパニー編」と「教師編」の2作品は表現も大きく異なる。「MONOカンパニー編」がコメディ主体で希望のある前向きな終わり方であったのに対し、「教師編」ではそういった要素がほとんど廃された結果、非常にシリアスで救い難いストーリーとなっている。メインキャラクターである天童世死見の性格にもそれが表れており、愛嬌のある性格だった「MONOカンパニー編」に対し「教師編」では秘密を抱えた影のある性格となっている。

### 命題
この作品で最も重要なキーワードである。数学で言う命題とは違い、「命」を賭けた課「題」の意味である。毎週金曜日（時刻は固定されていない）を期日とする特定数の命題を全て達成できなければ、その人物は「生きる意味がない」と判断され即座に死んでしまう。複数の命題が課される場合は毎週1つずつ達成することになるのが基本だが、ルール違反などに対して命題を追加するといった特例が行われる場合がある。また、他人の命題を見た者にも別の命題が課せられると言った決まりがある。
命題は、基本的に「xxxx年xx月xx日午前（午後）xx時までにxxxxxできなかったら即死亡」という文章形式を取る。基本的にMONOカンパニー編では封筒に入った手紙の形で謎の人物（天童曰く、神）が届けに来る。教師編ではテレビなどの媒介物を通す形で通知される。いつ通知されるかは受け取るその時まで分からず、場合によっては期限の約1時間前まで通知されないといったこともある。
主人公たちは（最初のパターンの場合）いつもギリギリでクリアするが、その時「もし命題をクリアしていなかったら死んでいた」という事態が発生するため、命題の力が本物であることを思い知らされる。

## MONOカンパニー編

### 内容（MONOカンパニー編）
上京したはいいが、大学受験の失敗から勉強を諦めて就職もせずその日暮らしの投げやりな毎日を送っていた主人公・甘粕四郎。何もかもを諦めて実家に帰ろうとした四郎のもとに、「天使」を名乗る男・天童世死見が現れ、四郎に「命題」をクリアできなければ死ぬと宣告する。親友・中津川麻人の紹介で通販会社「MONOカンパニー」に就職した四郎は、天童や会社の同僚とともに数々の命題を乗り越えてゆく。一生懸命生きるとはどういうことかをコメディータッチで描く、甘粕四郎の成長劇。全11回、平均視聴率13.4%。番組終了後、スペシャルが2回放送された。

### キャスト（MONOカンパニー編）

#### 主要人物（MONOカンパニー編）
甘粕四郎〈21 → 23〉
演 - 松岡昌宏
本作品の主人公。何をやってもうまくいかず投げやりになるダメな男。1977年12月23日生、福岡県福岡市博多区出身。福岡から上京し、兄三人は東大に合格し、卒業後もエリートコースを進んだのに対して、自分は二浪しても大学に受かることさえできず、勉強も放棄して「どうせ」を口癖にしながら投げやりな生活を送っていたところ、突如天童が現れるとともにクリアできなければ即死の命題を毎週課されていくことになる。最初は命題を信じていなかったが、麻人の仲介でMONOカンパニーにアルバイトを経て入社し、命題をクリアしていくことで徐々にコンプレックスを克服していく。
浪人生活時代に道でよくすれちがっていた小春に猛烈に惚れており、サトルという恋人がいることがわかった後も小春のことを純粋に想い続けている。また、母子家庭で育ったことから片親の環境には強い同情を覚えている。
鮫島にのび太呼ばわりされるほど間が悪くドジな面が強いが潜在能力は優れており、運動神経も意外に高い（本人曰く「福岡のスケートボード大会で優勝したことがある」らしい）。都内の安アパートで一人暮らししており、「ゴロー」という亀を飼っている。『さらば天国に一番近い男』ではマンションに引っ越している。パフェが好物。
最終回ではある理由から殺し屋のリー・ライチェンに狙われる羽目になり、巻き込まれたMONOカンパニーの社員たちを助けるべく奮闘するも、最後はリーの仕掛けた爆弾で爆殺されそうになる。しかし天童に爆弾を奪われ、最後の命題である「天童にさよならを言う」を果たしたことで生き永らえる。その後、自分以外から天童の記憶が消えていることにショックを受けるが、初対面時に彼に渡された「天使」と書かれた名刺が残っていたことで、天童が確かに存在していたことを確信して安堵する。同時に、天童が冒険家の椎名大輔の体を借りていたことを知ることになる。
『炎の命がけドラマスペシャル』では充実した日々を送りつつもどこか満たされないものを感じていた。再び地上に降り立った天童と再会を果たし、半ば天童への協力を強制する手段として新たな命題を与えられるが、それを退屈な日常への刺激だと喜んでいた。しかし天童と共に君島ヒカルの更生に当たるうちに、自分の間違いにも気付いていく。ラストでは天童によって天童との関係に関する記憶を消された。
『さらば天国に一番近い男』ではその影響で「今の生活を守ろうとするあまり変化を恐れる」という以前のようなダメ男に戻ってしまう。春原隆の結婚式会場で天童と偶然再会し、即座に天童との関係を思い出すも再起することがないまま絶体絶命の危機に追いやられるが、天童の言葉で遂に全てを思い出して再起。蟠りのあった母とも和解し、密かに与えられていた隠し命題である「命題を無視する」をクリアしたことでコンプレックスを再度克服し、ラストで小春と結婚。そして、新しく設立するMONOカンパニーアメリカ支社の責任者に就任することになった。
天童世死見〈年齢不詳〉
演 - 陣内孝則
天使を名乗る謎の男。服装の上から下、時につけるネクタイまで全て黒という風貌に加え、ひょうきんかつノリの軽い性格で、四郎の前では下ネタも厭わない。時たま若干ながら空間跳躍能力や予知能力、人の過去を当てる能力、記憶操作らしきものを見せるが、特に目を見張るような超能力が使えるわけではなく天使らしいところはほとんどない。第1話では「大人のドラえもん」を自称している。
天から四郎に課せられる命題を無事にクリアさせるため、四郎の家に勝手に押しかけて同居し始める。会社などでは四郎の伯父、四郎の親戚の前では四郎の上司（専務や副社長など）ということにして通している。社員でもないのに毎度MONOカンパニーに押しかけているが早々に溶け込んでおり、社の行事にも当然のように参加している。「天使は人を愛してはいけない」という決まりであるにもかかわらず天現寺るりに一目惚れしてしまい、自身の立場との狭間で葛藤している。
名前はテレビで偶然見た天童よしみをもじって自分で付けた（一応「世の中の死を見つめる天の童」と理由付けしている）。MONOカンパニーの社員たちや天現寺あいからは「昔の二枚目」とも形容される。
最終回ではリーの爆弾を四郎から奪って身代わりとなり、リーにその爆弾を投げつけて共に爆発に消える。同時に四郎以外の記憶からも消滅した。その後、冒険家・椎名大輔という人物の体を借りていた天使であることが判明し、元の体の持ち主である椎名は健常なまま家族の元へ帰った。
『炎の命がけドラマスペシャル』では君島ヒカルに命題を与えるべく、再び椎名の体を借りて地上に降り立つ（天童曰く、「また冒険に行って行方不明になったから俺が助けた」）。しかしヒカルに手を焼いたために、嘗ての担当であった四郎に協力を求めた。本編最終回では四郎以外の記憶を消していたが、天童と会うと即座に思い出す仕組みだったらしく以前通りの人間関係を築いていた。ラストでは四郎を含めた全員の記憶を消した。
『さらば天国に一番近い男』では春原隆の結婚式会場に忍び込んでいたところを四郎と偶然再会（四郎たちの記憶も同時に戻った）するが、持っていた命題の紙を四郎に見られたことと、四郎が春原の脅迫を受けたことで事態が混迷し、全てを丸く収めるために奔走する羽目になる。実は四郎ではなく春原に命題を与えるのが目的であり、四郎の件は完全なアクシデントであった。結果的に最後は四郎と春原にそれぞれ命題を達成させ、四郎と小春の結婚式を見届けた後、次の担当者である隠岐之島和也の元へ向かった。
露崎小春〈20〉
演 - 奥菜恵
MONOカンパニーの社長秘書。芯が強く、多少のことでくじけない。サトルと付き合っていることもあり、当初は四郎を変質者と誤解していたため、新入社員として入ってきた四郎のことを快く思っていなかったが、命題や会社生活に努力する四郎を見て段々と心惹かれていく。
『さらば天国に一番近い男』のラストで晴れて四郎と結婚することになった。
中津川麻人〈22〉
演 - 池内博之
四郎の親友でMONOカンパニーの社員。東京に来たが何もかもうまくいかず途方に暮れていた四郎に、麻人が声を掛ける形で知り合った。怠惰な生活を送る四郎に気をもんでいたが、天童に相談されMONOカンパニーに四郎を紹介する。四郎のことを大変気にしていて、時には親友の域に留まらない感情を抱く。四郎を嵌めようとしたサトルと殴り合いを繰り広げたこともある。
結城サトル〈21〉
演 - 窪塚洋介
結城社長の一人息子の御曹司。名門大学卒のエリートで、周囲にも温厚な青年として通っているが、付き合っている小春の気持ちが四郎に揺れ始めているのに気がつき、あの手この手の陰険な工作によって四郎を陥れようとする。しかし会社の一員として四郎たちと一緒に行動するうち、改心して四郎への態度も変わっていく。最終的に四郎を本当の友達と認識するようになり、小春の背中を押して身を引く。水泳の高校生記録を保持していた。「金太郎」、「柴田」、「真山」と呼ばれる人物と仲がいいらしい。
『さらば天国に一番近い男』では小春に別れを告げた四郎に小春への気持ちを思い出させるべく（実際は命題のために仕方なく別れた）、小春との偽の結婚式を行う。
鮫島春樹〈27〉
演 - 袴田吉彦
MONOカンパニーの主任。口が悪く、部下に手をあげることも少なくない上、しょっちゅうヘタクソな歌を無理やり他人に聞かせるのでジャイアンと陰であだ名されるほどだが、社員としての能力は確かで大事の際は部下を気遣うことも少なくない。気を抜いたり興奮すると出身の栃木なまりが出るのを気にしていて、田舎者呼ばわりされると激怒する。作中では「傷だらけのローラ」「ギンギラギンにさりげなく」「HOT LIMIT」「人生しみじみ…」など数々の歌を披露するが、いずれも音程を大きく外しており、聴いた人間は（最終回に登場した朝倉南を除いて）全員が苦しんでいる。最終回のエピローグでは田舎者と音痴を自認するほど穏やかな性格になっていたが、スペシャルではまた元に戻っていた。
瀬戸口克陽〈27〉
演 - 山本密
MONOカンパニーの商品開発部の社員。「○○ブームが来ると思って」と、需要のいまいち見えない開発商品を毎回社内で見せびらかしては鮫島の暴力で突っ込まれるのが定番。しかし、結果的に開発商品はどれも四郎にとって重要な役割を果たすことになり、四郎の命を救う切り札となることも少なくない（ただし、第2話では開発商品の所為で四郎は命を落としかけた）。宴会の抽選会の景品として持ってきた「ヘボラスネーク」という毒ヘビに小春が咬まれた際には、誰よりも心配していた。第8話でラムのコスプレをした影響か、「○○だっちゃ」と発言することもあった。
なお、名前はTBSのプロデューサーである瀬戸口克陽と同名である。
大和田政雄〈42〉
演 - 渡辺いっけい
MONOカンパニーの課長。家庭、会社ともに人望があまりないようで、よく金欠になり、部下に「一瞬貸して」と金をせびる小物。実際にも偉ぶっている割に全く頼りにならず、会社のパソコンを使ってゲームで遊んだりと勤務態度もいまいち真面目でない部分が垣間見える。それでも出世欲は強く、結城社長やサトルにゴマをすり続けているが、陰で結城社長の悪口を言っていることがバレていることもあってほとんど相手にされていない。しかしその出世欲が驚くべき爆発力を見せることもある。時と場所によって言葉や態度が一気に急変する。また、髭はないのによく「ちょび髭」と人にからかわれる。
結城純一〈60〉
演 - 北村総一朗
MONOカンパニーの代表取締役社長。サトルの父親。部下たちを騙して愛人隠しの手伝いをさせたり、意地を張って勝手に契約の権利を賭けた社員同士の対決を取りまとめてきたりするなど、何かとはた迷惑。マイクを握るといちいち自分の半生を語る癖がある。実は高校を卒業していない。「ルパン」と聞くとルパン三世ではなくアルセーヌ・ルパンを思い浮かべる派で、四郎たちがルパン三世に扮して選挙PRを行おうとした際には一人だけアルセーヌ・ルパンの格好で来てしまい、社員はおろかサトルにまでドン引きされた。
天現寺るり〈33〉
演 - 松本孝美
MONOカンパニーの取引先のである鞄会社「天現寺鞄店」の社長。会社とはいえ夫を亡くして一人で切り盛りしているため、納期に間に合わず取引を中止させられそうになっていたところを、四郎に助けられその後も交流を続ける。怒ったことがほとんどないという温厚な性格で、人を疑うことを知らない。実は関西人。
天童に想いを寄せられているが、そのために天童に「るりに殴られなければ四郎が死亡」という命題が課せられることになる。信じていた吉永に裏切られたことでショックを受けている中、最後に想いを伝えようとした天童に告白を受けるも、これを引っ叩いたことで結果的に命題は達成された（ただし、天童が天使の規則を破ったことで命題が一つ追加された）。直後にやや気まずい空気はあったものの、以降も天童と変わらず接している。
『炎の命がけドラマスペシャル』では再婚しており、天童を愕然とさせた。
天現寺あい〈5〉
演 - 新穂えりか
るりの娘。優しくしてもらっている四郎のことを好いているが、天童のことはあまり好いていないようだ。
沢口真希〈21〉
演 - 星川なぎね
前田竜太郎〈22〉
演 - 京極孝仁
宮本椿〈20〉
演 - 東野佑美
上記3人はMONOホンマガジンの社員。

#### ゲスト（MONOカンパニー編）

##### MONOカンパニー編（1999年）

###### 第1話（MONOカンパニー編）
権藤元
演 - 笑福亭鶴瓶（友情出演）
MONOカンパニーの取引先の人間。四郎が強引にタクシーに乗ったせいで約束の時間に遅れ、社運の掛かった取引に失敗してしまい、MONOカンパニーの屋上から飛び降り自殺を図る。四郎の説得を受け、しかしその四郎の方が転落し、天童に「お前なんか（自分の担当外だから）生きても死んでもどっちでもいい」と言い放たれたことで自殺する気が失せる。
宗教勧誘員
演 - 坂本昌行（V6）
宗教勧誘員
演 - 長野博（V6）
『学校へ行こう!』からのゲスト出演。街角で四郎に「あなたは今幸せですか?」と声をかける。
ニュースキャスター
演 - 安住紳一郎（TBSアナウンサー）
テレビで航空機事故のニュースを伝えた。
- 加賀谷純一

###### 第2話（MONOカンパニー編）
結城満江　
演 - 不明（第3話）
結城社長の妻でサトルの母親。イチモツグループ会長の娘であり、婿養子となったことで現在の地位を得ている結城社長は頭が上がらない。
轟敏雄
演 - 近藤芳正（第8話）
宅配便運送業者「トナミ運輸」のトラック運転手。配送物に結城社長の愛人宛ての荷物が混じっていたことから、四郎たちに追いまわされる羽目となる。しかし本来なら話を聞けばすぐに解決する状況だったが、彼自身が同僚と「どちらが先に配送を終えるか」で賭けをしていたため、四郎たちを同僚が雇った妨害だと勘違いして事態をややこしくしていた。熊の着ぐるみを着た四郎に荷台に乗り込まれたことで思い込みを強め、余計に荷物を手放さなくなったが、最後は四郎との取っ組み合いの末に荷物を奪われる。
第8話では脇見運転をしてしまい、誤って一郎の選挙事務所に突っ込んでしまう事故を起こしてしまった。

###### 第3話（MONOカンパニー編）
結城節子
演 - 風見章子
結城社長夫人である満江の母親。認知症が進んでおり、故人となった夫の名前を呼び続ける。
龍崎
演 - 藤村俊二
四郎が捕まった留置所で偶然一緒になった帝国音大の教授。四郎にピアノの手ほどきをする。
サトルが仕掛けた男
演 - 玉木宏
サトルが呼び出した四郎に暴行を加えた。
警察官
演 - 鈴木正幸

###### 第4話（MONOカンパニー編）
植木さとし
演 - 斉藤洋介
小さな印刷工場の社長。悪徳業者に騙されて大量の在庫商品と負債を抱え込んでしまい、MONOカンパニーに助けを求めてくる。しかし、調子に乗っていた四郎に約束をすっかり無視されてしまったことに怒り狂い、MONOカンパニーの社員たちを人質に取った強盗となる。
実はMONOカンパニーの面々はお高く止まった四郎を懲らしめるためにドッキリパーティーを仕掛けており、雇った犯人役も同じ「植木」だったために人違いが起き、彼の強盗は社員たちにはずっと演技だと思われていた。最後は四郎を殺そうとしたが麻人の演技に騙され、さらに社員たちがドッキリを明かしたために呆然としていたところに本物の犯人役である植木が現れたことで逃走した。
大木凡人
本人役。「凡ちゃんの街角クイズ1999」の司会者として、街頭でクイズ番組の生放送をしていた。
植木
演 - 正名僕蔵
「劇団ハロホロ」の劇団員。四郎へのドッキリパーティーの犯人役としてMONOカンパニーに呼ばれたが、遅刻してしまった結果人違いを引き起こしてしまう。

###### 第5話（MONOカンパニー編）
森岡
演 - モト冬樹
大和田が紹介してくれた「ジャパンテレビ」の局員。四郎たちに天童よしみとの連絡を取ってくれるが、いまいち頼りにならない。
スナックさつきのママ
演 - 中山麻里
森岡が行っているスナックのママ。森岡の頼みで、四郎たちは「別れたい」という伝言をしに向かう。
紅鮭組組長
演 - 六平直政
紅鮭組組員
演 - ポカスカジャン
スナックさつきのママから届け物を頼まれた四郎たちが向かった暴力団。組長は天童よしみの大ファン。四郎達を敵組織の構成員と誤解し、麻人を人質に取って四郎に天童よしみのサインを貰って来るように強要する。しかし麻人は天童によって救出され、最後は組員総出で四郎を車で追いかけるも、パトカーに突っ込んで大事故を起こしてしまう。その後は警察に連行されるが、四郎に天童よしみのサインを手渡され、満足気に逮捕されていった。
鈴木その子
本人役。TBSの楽屋にいた鈴木その子その人。四郎が天童よしみのものと間違えて入った楽屋に居た。
天童よしみ（特別出演）
本人役。芸能人の天童よしみその人。四郎たちは、MONOカンパニーの取引のためサインを貰いにいくことになる。

###### 第6話（MONOカンパニー編）
露崎茂雄
演 - 岡本信人
小春の父親で、静岡で旅館を経営している。娘に早く結婚してもらおうと小春に縁談話を持ちかけるため東京にやって来た。四郎が彼氏役として紹介されることで見合いをやめさせようとしたが、その四郎を小春の恋人だと信じ込んでしまい、MONOカンパニーに挨拶にまで来てしまった。最終的に全てを打ち明けられ、小春の本心を聞いたことで理解を示すも四郎のことは本当に見込んでおり、「惜しかった」と口にした。糖尿病持ちだが、四郎と同じくパフェが好物。
三川里子
演 - 渡辺絵里子
三川商事の社長娘で、結城社長がセッティングしたサトルの見合い相手。見合いを嫌がったサトルに「自分に成りすまして断ってきてほしい」と頼まれた四郎と会う。しかしその場所が小春の父と会う予定のサンルートプラザ東京だったため、四郎は悟られないように同時に二人の相手をしなければならなくなる。四郎のことを本気で好きになってしまい、後に誤解は解けたものの、サトルの嘘でクビにされかけた四郎を父に掛け合って助けた。
吉永明
演 - 升毅
天現寺るりの夫の大学時代の先輩。夫を亡くしたるりにプロポーズした。人当たりの良い人物のようだが、本性はるりに借金の肩代わりをさせようと目論む卑劣漢。事が露見した後も悪びれず、また別の保証人を探すと言い放ったことで天童に殴られ、「お前みたいな奴を生かしておくなんて、神様は何を考えてるんだ」とまで言わしめた。
取立屋
演 - 元木行哉
ローン会社「極楽ローン」の取り立て屋。吉永に借金の催促をしている。

###### 第7話（MONOカンパニー編）
服部路雄
演 - 稲川淳二
健康器具の販売会社「リラックス21」の代表取締役社長。
アナウンサー
演 - 鈴木史朗
対談番組「ザ・ビッグ対談」の司会者。
皇 大作
演 - 峰岸徹
MONOカンパニーのライバル企業である「通販キング」の代表取締役社長。彼の言葉に結城社長が見栄から出た嘘で返したため、リラックス21との契約権を賭けた通販キングとMONOカンパニーの柔道対決を行う羽目になる。
しかし自身は誠実な人物であり、勝負後には「ルールを破ってすまなかった」とMONOカンパニー側に謝罪し、非行に及んだ息子に背負い投げを喰らわせた。
皇大
演 - 忍成修吾
皇社長の息子。同じ御曹司であるサトルを挑発する。柔道の腕は確かだが質の悪いナンパ師でもあり、柔道対決の前日に小春を拉致するという暴挙に及び、助けに来た四郎に凄惨な暴行を加えた。柔道対決当日はサトルと当たるも、あっさり勝利し、彼を嘲笑し続けた。しかし最終的に勝負はMONOカンパニー側が勝利し、最後は悪事を見抜いた父に投げ飛ばされ、情けなく泣いた。
実況アナウンサー
演 - 初田啓介（TBSアナウンサー）
「ザ・ビッグ対談」内のコーナー「ザ・対決!」の実況者。

###### 第8話（MONOカンパニー編）
甘粕一郎
演 - 佐々木蔵之介
甘粕家の長男。政治家秘書をしていたが、衆議院議員総選挙に立候補することになった。七海社長との付き合いがある。二郎、三郎と違って四郎にも好意的に接する。しかし本性は冷酷で、当選のために裏で賄賂や詐欺、強請に手を染めている。最後は七海に裏切られたことで全てを失い、ずっと見下して来た四郎に言い負かされて改心し、二郎、三郎と共に自首する。『さらば天国に一番近い男』での台詞によると、出所後は兄弟三人でラーメン屋を始め、繁盛しているとのこと。また、いずれ店は二郎と三郎に任せて自身は実家の食堂を継ぐつもりらしい。
甘粕二郎
演 - デビット伊東
甘粕家の次男。弁護士で、七海社長の担当弁護士でもある。四郎には冷淡に接する。昔は体は弱かったらしいが、数年前からヨットで鍛えている。一郎、三郎と共に汚職に手を染めているが最後は改心し、自首する。
甘粕三郎
演 - 橋爪浩一
甘粕家の三男。如月私立病院に勤める医師で、七海社長の担当医でもある。二郎と同じく四郎には冷たい。一郎、二郎共々汚職に手を染めているが最後は改心し、自首する。
七海仁
演 - 温水洋一
不動産会社の社長。MONOカンパニーの商品によって怪我を負ったと会社を訴えてきた。実は詐欺のための嘘であったが、本人は一郎たちの人使いの荒さに辟易しており、やがて裏切って行方をくらます。
馬場
演 - 南原宏治
建設会社の社長で、一郎の後援会長。
おちまさと
演 - 越智真人
選挙ポスターに映っていた候補者。
女性警察官
演 - 中島陽子
パトカーの無線を勝手に使う天童を追いかける。

###### 第9話（MONOカンパニー編）
弥生
演 - 山崎一
緊急指定病院である弥生総合病院の院長。四郎たちに血清を取ってくるよう求める。
看護婦
演 - はしのえみ
弥生総合病院の看護婦。
黒沢恵介
演 - 天本英世
学者で黒沢爬虫類研究所の所長。ヘボラスネークの血清を所持している。
小津健二
演 - 山田五郎
毒グモの研究者。
仲居
演 - 雨宮朋絵
宴会会場の仲居。
デビット
演 - サムエル・ポップ（最終話）
米国空軍基地の黒田駐屯所で出会った米兵。四郎たちの事情を知ると協力を申し出、彼らをヘリに乗せた。
最終回でも四郎たちと偶然再会し、再び協力する。本人曰く「俺は出来ないことは引き受けない」。

###### 第10話（MONOカンパニー編）
斉木勤
演 - 山西惇
四郎が現金を預けている銀行の職員。
織田和則
演 - 不破万作
警視庁の刑事。甘粕四郎についての情報聴取のためMONOカンパニーに現れた。
おばちゃん
演 - 青木和代
銀行の客。
ニュースキャスター
演 - 小笠原亘（TBSアナウンサー）
テレビで甘粕四郎殺害事件について伝えた。
リー・ライチェン
演 - 岡本健一（最終話）
香港から来た雇われの殺し屋。ターゲットである「甘粕四郎」という名前の人間を片っ端から殺していた。
最終回では前話の事件で殺し屋のキャリアに傷をつけられた腹いせに四郎を脅迫。一億円を要求したり、MONOカンパニーの社員旅行のバスに爆弾を仕掛けるなどで四郎を追い詰めていく。最後は卑劣な罠で四郎に爆弾を握らせるが、それを天童が奪ったことで失敗。直後、背後に空間転移した天童に爆弾を投げつけられ、爆死した。

###### 最終話（MONOカンパニー編）
朝倉南
演 - 徳武利奈
一行が社員旅行で搭乗したバスのバスガイド。鮫島の歌に惚れる。エピローグでは鮫島を追いかけてMONOカンパニーまで来たほどだったが、『炎の命がけドラマスペシャル』によると結局最後は鮫島を振ったらしい。
椎名京子
演 - 芳本美代子
冒険家・椎名大輔の妻。
椎名大輔
演 - 陣内孝則（二役）
天童が体を借りていた冒険家。天童が去った後、突然と姿を現し家族の元へと帰ってきた。何かしらの理由で記憶を失っており、記憶喪失前の当時の状況の記憶をほとんど覚えていない。天童曰く「二枚目で居心地のいい体」。『炎の命がけドラマスペシャル』ではまた海へ冒険に渡ったことが天童の口から語られており、危機に陥ったところを再び天童に乗り移られたらしい。『さらば天国に一番近い男』では体を借りることについては特に触れられておらず、そのまま教師編へと繋がって行くが、その理由は教師編最終回で明かされる。

##### 天国に一番近い男 炎の命がけスペシャル（1999年）
君島ヒカル
演 - 深田恭子
天童に命題を与えられた女子高校生。援助交際を装って相手から金銭を奪う行為を繰り返している。嘗ては水泳のオリンピック候補であったが、両親を海の事故で失って以来は水恐怖症となっていた。さらには父親を助けられなかったとして腹違いの姉たちに召使も同然の扱いを受けている。その境遇から、嘗ての四郎のような投げやりな性格になっており、口癖も以前の四郎同様「どうせ」。それゆえに天童に命題を与えられるが、その天童を引っ叩いて追い返したため、彼に協力を求められた四郎とも知り合う。当初は四郎も相手にしなかったが、「乗らない方がいい」と忠告されたバスが大事故を起こしたことで怖くなり、ひとまず彼らの元に身を寄せるようになる。その後、MONOカンパニーの面々と過ごすうちに徐々に人間的に成長していき、最後はトラウマを乗り越え、姉たちとも和解したことで「本当の笑顔を取り戻す」の命題もクリアした。
君島春子
演 - 武田久美子
ヒカルの腹違いの姉で、君島家長女。「通販レディース」の社長。父の死の遠因となったヒカルに辛く当たっている。マイクロプラネット社との契約権を賭け、今度は水泳対決でMONOカンパニーと勝負することになる。勝負は通販レディース側の勝利だったものの、最後はヒカルを説得する四郎の言葉を聞くうちに自分の過ちを省み、ヒカルに今までのことを謝罪して和解した。同時にマイクロプラネット社との契約権はMONOカンパニーに譲った。
君島夏子
演 - 中村綾
君島家次女。「通販レディース」の専務。鮫島たちをたらし込んで妨害したりと、目的のためなら手段を選ばない。最終的にヒカルと和解するも、春子がヒカルに謝るまで自分たちの過ちを省みる様子は無かった。
君島秋子
演 - 沢木涼子
君島家三女。「通販レディース」の常務。
レオナルド・リック
演 - セイン・カミュ
「マイクロプラネット社」の代表取締役社長。
アナウンサー
演 - 朝岡聡

##### さらば天国に一番近い男（2000年）
春原隆
演 - いしだ壱成
ノーベル賞候補とも言われる原子物理学の若き天才教授。ふとした偶然から四郎が交渉に成功し、MONOカンパニーの商品に推薦文を書いて販売に貢献した。著書を読んで感動した四郎は、春原を強く尊敬している。しかし結婚式当日に婚約者の愛子に失踪され、さらにある誤解から四郎を恨んで暴走し、事件を起こす。母に強く束縛された身ゆえに精神的な稚拙さを抱えており、天童に命題を与えられるはずだった。
様々な手を使って四郎を追い詰めていくが、やがて黒幕が誰か気づいた四郎に逆に問い詰められて本性を表し、母に責任を擦りつけた。しかし四郎に激しく叱責されたことで改心し、自分が仕掛けた爆弾を解体するために四郎、天童と共に設置場所に向かう。事件後は四郎が真相を伏せたことで咎められなかったが、自身は罪を償うことと、その後で愛子を迎えに行く決意を語った（母の手を離れたことで「最愛の人と別れる」の命題もクリアした）。
春原清子
演 - 松原智恵子
春原の母親。非常に厳格で、息子である隆のことを強く束縛している。それゆえに子連れの離婚経験者である愛子と隆が結婚することが許せず、結婚式当日に彼女が失踪するように仕向けてしまった。やがてそれが事件に繋がったことと、自分が息子を束縛していたことを知り、反省する。
甘粕夜子
演 - 中尾ミエ
四郎たち四兄弟を女手ひとつで育ててきた甘粕家の母親。福岡の実家で「甘粕食堂」を経営している。実家を訪れた四郎に当初はどこかそっけない態度が目立ったが、地上げ屋の件を経て和解し、息子の背中を押した。
加藤愛子
演 - 相田翔子
春原の婚約者。結婚式の当日に突如失踪してしまった。
地上げ屋

### スタッフ（MONOカンパニー編）
- 脚本 - 越智真人
- 主題歌 - TOKIO「Oh! Heaven」（Sony Records）
- 演出補 - 石井康晴、坪井敏雄、山田康裕、石丸彰彦、高成麻畝子
- CG - 曽利文彦、保坂久美子
- プロデューサー - 鈴木早苗（連続ドラマ、SP1）、磯山晶
- 演出 - 生野慈朗、 片山修、戸高正啓、石井康晴

### 放送日程（MONOカンパニー編）

#### MONOカンパニー編
| 各話                                                           | 放送日        | サブタイトル         | 演出     | 視聴率 |
| -------------------------------------------------------------- | ------------- | -------------------- | -------- | ------ |
| 第1話                                                          | 1999年1月08日 | お前は今日死ぬ!      | 生野慈朗 | 14.3%  |
| 第2話                                                          | 1月15日       | キスしないと死ぬ     | 生野慈朗 | 12.2%  |
| 第3話                                                          | 1月22日       | 抱かれないと死ぬ     | 片山修   | 12.8%  |
| 第4話                                                          | 1月29日       | 泣かないと死ぬ!      | 片山修   | 13.9%  |
| 第5話                                                          | 2月05日       | 約束破ると死ぬ!      | 戸高正啓 | 13.9%  |
| 第6話                                                          | 2月12日       | 殴られないと死ぬ     | 戸高正啓 | 12.4%  |
| 第7話                                                          | 2月19日       | 命がけ! 炎の対決     | 石井康晴 | 12.8%  |
| 第8話                                                          | 2月26日       | 仁義なき兄弟戦争     | 片山修   | 12.9%  |
| 第9話                                                          | 3月05日       | 中継! 愛の救出大作戦 | 戸高正啓 | 13.3%  |
| 第10話                                                         | 3月12日       | 史上最強の敵登場     | 片山修   | 14.5%  |
| 最終話                                                         | 3月19日       | 地上最期のお別れ     | 戸高正啓 | 14.2%  |
| 平均視聴率 13.4%（視聴率はビデオリサーチ調べ、関東地区・世帯） |               |                      |          |        |

#### スペシャル
| 放送日         | サブタイトル | 演出   | 視聴率 |
| -------------- | --- | ------ | ------ |
| 1999年09月24日 | 天国に一番近い男 炎の命がけドラマスペシャル これが出来なきゃ即死亡! 大スペクタクル! 大どんでん返し! 熱き涙の120分! 後ろ向きの人生よ、さようなら! 今世紀最後にして最大の命題が降って来る! | 片山修 | 19.2%  |
| 2000年12月29日 | さらば天国に一番近い男 天国に一番近い男VS太陽を盗んだ男 "東京を救えなかったら即死亡!" 世紀末恐怖の大王が降って来た! 史上最強の大決戦スペシャル!!                                         | 片山修 | 11.3%  |

- SP2のタイトルにある「太陽を盗んだ男」はこの原子爆弾を製造する青年を指しており、1979年公開の同名の映画に由来する。
- SP2の最後は教師編に繋がる形で終了する。本編の最後では教師編の主役となる隠岐之島和也が登場し、天童が「4月ね!」と翌年4月からの新シリーズの予告めいた一言を発した。

### 各話別命題一覧（MONOカンパニー編）
| 各話                                                        | 放送日         | 命題 |
| ----------------------------------------------------------- | -------------- | --- |
| 第1話                                                       | 1999年1月08日  | 「1999年1月8日午後1時30分までに心の底から本当に生きたいと願うことができなければ即死亡」 |
| 第2話                                                       | 1月15日        | 「1999年1月15日午前10時30分までに露崎小春とキスできなかったら即死亡」 |
| 第3話                                                       | 1月22日        | 「1999年1月22日午後3時までに年上の人に抱きしめられて『ありがとう』と言われなかったら即死亡」 |
| 第4話                                                       | 1月29日        | 「1999年1月29日午後6時までに本当の涙を流せなかったら即死亡」 |
| 第5話                                                       | 2月05日        | 「1999年2月5日午後4時30分までに一番大事な約束を守れなかったら即死亡」 |
| 第6話                                                       | 2月12日        | 「1999年2月12日午後7時までに天童世死見が天現寺るりに殴られなかったら甘粕四郎が即死亡」 |
| 第7話                                                       | 2月19日        | 「1999年2月19日午前9時30分までに一回でもルールを守らなかったら即死亡」 「1999年2月19日午前9時30分までに男とキスしなかったら即死亡」（追加命題） |
| 第8話                                                       | 2月26日        | 「1999年2月26日午後7時30分までに兄貴3人に勝てなかったら即死亡」 |
| 第9話                                                       | 3月05日        | 「1999年3月5日午後9時50分までに一つでも間違った選択をしたら即死亡」 |
| 第10話                                                      | 3月12日        | 「1999年3月12日午前10時までに他人を改心させないと即死亡」 |
| 最終話                                                      | 3月19日        | 「1999年3月19日午後2時までに天童に『さよなら』が言えなかったら即死亡」 |
| 天国に一番近い男 炎の命がけドラマスペシャル （スペシャル1） | 1999年09月24日 | 「君島ヒカル、9月24日午前11時までに本当の笑顔を取り戻せなかったら即死亡」（ヒカルへの命題） 「9月24日午前11時までに君島ヒカルが本当の笑顔を取り戻さなかったら甘粕四郎も即死亡」（四郎への命題） 「甘粕四郎、9月24日午前11時までに命題の本当の意味が分からなければ即死亡」（四郎への真の命題） |
| さらば天国に一番近い男 （スペシャル2）                      | 2000年12月29日 | 「2001年1月1日月曜日午前0時までに最愛の人と別れられなかったら即死亡」（四郎の命題） 「2001年1月1日月曜日午前0時までに命題を無視できなかったら即死亡」 |

## 教師編

### 内容（教師編）
父の影響で弁護士を目指すも挫折し、何の夢も持たないまま、私立高校「有栖川学園」の教師として就職した主人公・隠岐之島和也。和也は何事もうまくいかず、つらくなるとそれをすぐに途中で辞めてしまう「リセット人間」である。そんな和也の前に天使を名乗る天童世死見が現われ、死を宣告される。それと同時に和也の生徒の藤堂あゆみが不穏な動きを見せる…。全12回、平均視聴率13.2%。ハイビジョン制作。MONOカンパニー編と区別するために、ビデオ化の際に「教師編」のタイトルが付けられた。
「MONOカンパニー編」と違い、シリアスな作りになっているのが特徴。前作との繋がりは特に無いが、最終回では天童の正体が明かされ、シリーズ全体を締めるラストとなっている。

### キャスト（教師編）

#### 主要人物（教師編）
隠岐之島和也〈23 → 24〉
演 - 松岡昌宏
本作品の主人公。有栖川学園の国語教師。3年B組担任。1977年6月1日生、北海道出身。何でもつらくなるとすぐに辞めてしまう。本当は弁護士を目指していたが挫折した。要領はいいがプライドが高く、幼少の頃に母が失踪したことがきっかけで誰とも打ち解けることができず、他人のことを内心バカにしている。天童の予言によって何度も命を救われ、次第に怖くなってくる。そして「正に殴られる」という命題をクリアしたことと、母の死を乗り越えたことがきっかけで改心し、正や教師たち、生徒たちなど他人とも打ち解けるようになり、人間としても生まれ変わっていく。同時に天童のことも信用していく。
最終回では有栖川学園を支配しようとする福富開栄率いるGDG（グローバル・ドリーム・グループ）からの支配から催眠を受けた正や教師たち、生徒たちを救出するために天童、雛子、藤堂と共に奮闘する。しかし、福富の手下である下条の催眠によって再び形勢を逆転されかけるが、正気を保ち催眠を解ける方法である水晶玉を破壊したことで、最後の命題である「有栖川学園を救う」をクリアし、最後は生徒たちを信用するために自ら飛び降りて生還。命題を全てクリアした。そして天童が去った後、一生を悔いなく過ごして人生を全うし、65年後、天童に連れて行かれる形で天国へ旅立った。
天童世死見〈年齢不詳〉
演 - 陣内孝則
世界史教師。天使を名乗る謎の男。和也のクラスの副担任として学校にも出没。もし和也が変わらなくても自分に被害は及ばない。MONOカンパニー編と同一人物だが、まるで別人のようにクールな立場で和也を見ている。
「椎名大輔という冒険家の体を借りている天使」と語られていたが、最終回にてその正体は吉岡栄吉という名で、心の病により自分を天使だと思い込んでいる人間であったことが精神科医によって明らかにされる。また、作中で見せていた記憶操作や空間跳躍などは生まれ持った超能力であり、対象となる人間に合わせて人格も変えていたことが語られる。その後蜷川教授の超能力によって愛嬌のある性格に戻されて連れて行かれ和也の元を去ったが、和也が病室を訪れる頃には既に姿を消しており、蜷川教授は「またどこかで天使の仕事をしているんでしょう」と語った。しかし実はそれすらも真実ではなく、その本当の正体は正真正銘の天使であった。65年後、和也が年老いていた頃に最初に会った頃の姿で再び登場。和也を天国へ連れて行き共に消えていった。
隠岐之島正〈22〉
演 - 妻夫木聡
教育実習生。連れ子再婚で和也の義弟に。東京大学法学部4年生で教師志望。いたって無邪気で和也のことが大好き。
冴島リンダ〈27〉
演 - 梅宮アンナ
養護教諭。美人でセクシーだが酒乱癖あり。藤堂の手先となり学内をスパイしている。
那須田潤〈30〉
演 - 阿部サダヲ
物理教師。ロボット愛好会顧問。発明好きで泣き虫な男。実は同性愛者。
清水洋太〈24〉
演 - 川原澄人
数学教師。趣味はチェス。
丘秀樹〈28〉
演 - 袴田吉彦
音楽教師。ルックスも良くモテるが、実は女性は苦手。負けず嫌いで興奮すると福島訛りが出る。
小笠原克雄〈43〉
演 - 渡辺いっけい
教務主任、古文教師。典型的な事勿れ主義、ベテランだが何の権限もない。和也と反りが合わないが、彼にも良い所があることを認めて「自分の価値を認めてもらう」という命題をクリアさせたことも。口癖は「逆に」。
三波賢也〈60〉
演 - 北村総一朗
校長。いい加減な性格でイベント好き。いい加減なように見えて本当にいい加減だが、たまにはまともな所を見せることも。話好きで毎回話が長い。

#### 3年B組生徒
- 愛川欽也 - 佐藤隆太
- 海江田良一 - 浦野祐介
- 香山春子 - 大脇佐知子
- 木内浩二 - 六車勇輝
- 黒沢雛子 - 加藤あい

北海道からの転入生で、前の学校の制服を頑固に着続けている。暗く、アニメオタクで貧乏性ないじめられっ子。「余談ですけど…」と「恐縮です」が口癖。
- 藤堂あゆみ - 櫻井翔

学園一の優等生でスポーツも万能。学校内にファンクラブがある。クラスをまとめるリーダー的存在。ある理由で1年留年している、というのは実は表向きらしい。黒沢雛子のことが好き。
- 所知恵 - 菊利友佳子
- 長沢隆男 - コン・テユ
- 永幡朋子 - 石川清乃
- 双木洋一 - 平野良
- 西岡淳子 - 春名梨理
- 西島聡 - 羽染香樹
- 花島孝一郎 - 田村圭生
- 林麗子 - 上原美佐

藤堂のことが好き。黒沢雛子をいじめるグループのリーダー格だったが、彼女の心の広さに胸を打たれて改心し、以後は雛子と仲良しになる。
- 原英敬 - 白川峻
- 東松美雪 - 染谷順子
- 藤岡美香 - 市原明日香
- 藤倉輝巳 - 野田吉行
- 別府理佳子 - 佐々木未来
- 本郷寿郎 - 金子慎吾
- 三巻ケイコ - 伊藤絵理香
- 宮崎雄司 - 久我省吾
- 宮谷靖子 - 佐々木恵理
- 矢野唯 - 桜井裕美
- 矢吹麻里 - 酒井奈都美
- 山口勇八 - 白根大輔
- 山田克也 - 全弘恭
- 湯川慶一 - 川島大
- 吉田理恵 - 渥美沙織
- 渡辺千恵子 - 木村絵里奈

#### ゲスト（教師編）

##### 第1話（教師編）
- 西村淳二
- 田口主将

和也の生徒
演 - 塚本高史
三宅健（V6）
岡田准一（V6）
本人役。『学校へ行こう!』からのゲスト出演。同番組の企画「未成年の主張」のロケで有栖川学園を訪問する。

##### 第3話（教師編）
インチキ霊媒師
演 - 高田聖子
インチキ霊媒師の夫
演 - 山西惇
清田麗
演 - 深谷愛
突如現れた幽霊の女子高生。

##### 第4話（教師編）
大家
演 - 大島蓉子
- 谷津勲
- 北川えり
- 高井菜緒
- 永田裕志
- 中西学

##### 第6話（教師編）
ヤクザ風の男
演 - 坂口憲二
献血の係員
演 - 宮崎吐夢
合コンの相手
演 - 大久保佳代子（オアシズ）
- 宮内順子

藤堂ちえみ
演 - 仲根紗央莉（第10話・第11話）
藤堂の妹。

##### 第7話（教師編）
通訳
演 - 池津祥子
オーストラリアにある名門校「ラインハルツ学園」の視察団の通訳。
- 秋元三佳

隠岐之島章子
演 - 森下愛子（第8話）
正の母で和也の継母ということになっているが、実は…。

##### 第8話（教師編）
雛子の祖母
演 - 花原照子
和也の母の再婚相手
演 - 中西良太
愛川の父親
演 - でんでん
タクシーの運転手
演 - 半海一晃

##### 第10話（教師編）
藤堂の父
演 - 深水三章

##### 第11話（教師編）
福富開栄
演 - 細川俊之（最終話）
「GDG（グローバル・ドリーム・グループ）」代表。全国の学校法人をグループ化する計画を行っているが、その本当の目的は有栖川学園を支配し、寄付金を巻き上げようとしていることが雛子と藤堂の活躍によって明かされる。
三波校長を拉致し、和也たちをGDGの合宿セミナーに参加させるよう仕向けた。計画は順調に進んでいるように見えたが、突如施設に天童が現れ、その際本名は鈴木隆であること、両親に捨てられて施設で育ち卓越した話術を手にし、精神科医の蜷川教授に買われるも脱走し、自らをマインドコントロールしGDGの代表となり整形手術までしたことが天童によって語られる。その後天童の超能力により人格を変えられて、催眠を解ける唯一の弱点である水晶玉を天童に奪われたことで計画は失敗に追い込まれ、最後は自首した。
苫米地剛
演 - 唐渡亮
元ボクシング全日本チャンピオンで古川橋高校ボクシング部顧問。和也の対戦相手。
柏木コーチ
演 - トミーズ雅
和也が通うボクシングジムコーチ。

##### 最終話（教師編）
下条
演 - 中山俊
福富の手下の一人。和也たちに催眠をかけGDGの合宿セミナーに参加させた。しかし、正気を保っていた和也、天童、雛子、藤堂の活躍により一度は形勢を逆転されるが、和也が福富から奪った水晶玉を天童から受け取ったことで再び和也に催眠をかけ優位に立つも、正気を保っていた和也が水晶玉を破壊したことで催眠は解け、その腹いせに和也に銃口を向ける。しかし、和也が自ら飛び降りて生還したことにより射殺する気が失せる。
島
演 - 不明
福富の手下の一人。下条と共に和也たちをGDGの合宿セミナーに参加させるが、正気を保っていた和也、天童、雛子、藤堂の活躍により形勢を逆転される。その後も有栖川学園に戻ってきた和也、雛子、藤堂を嘲笑し続け窮地に陥れるが、正気を保っていた和也が水晶玉を破壊し、催眠が解けたことで失望する。
森本
演 - 河野洋一郎
福富の手下の一人。和也たちがGDGの合宿セミナーに参加している間、3年B組の新たな担任として現れ、生徒たちに催眠をかける。しかし、雛子と藤堂は正気を保ち催眠を免れて脱出する。最終的に和也の活躍により形勢を逆転されてしまう。
蜷川教授
演 - 不明
第1話から天童に付きまとう謎の男。天童とは知り合いのようだが、最終回にて天童と共にその正体が明かされ、その正体は名医と評判の精神科医であった。なお、劇中では終始後姿しか映っておらず、最後までその素顔を明かすことは無かった。
- 池田鉄洋
- 東野佑美

君島ヒカル
演 - 深田恭子（バンク映像）
春原隆
演 - いしだ壱成（バンク映像）

### スタッフ（教師編）
- 脚本 - おちまさと[注 7]、細川徹
- 音楽 - 仲西匡、池頼広
- 演出 - 吉田秋生、片山修、金子文紀、戸高正啓
- 主題歌 - TOKIO「メッセージ」（ユニバーサルミュージック）
- 脚本協力（最終話のみ） - 細川徹
- 音楽プロデューサー - 志田博英
- 演出補 - 坪井敏雄、山室大輔、高成麻畝子、田中大二朗
- プロデューサー - 磯山晶

### 放送日程（教師編）
| 各話                                                           | 放送日        | サブタイトル         | 脚本              | 演出     | 視聴率 |
| -------------------------------------------------------------- | ------------- | -------------------- | ----------------- | -------- | ------ |
| 第1話                                                          | 2001年4月13日 | 死ね! ダメ教師       | おちまさと        | 吉田秋生 | 16.5%  |
| 第2話                                                          | 4月20日       | ドミノ6万個分の命    | おちまさと        | 片山修   | 14.5%  |
| 第3話                                                          | 4月27日       | 怪談…首切り女の祟り  | おちまさと        | 吉田秋生 | 13.3%  |
| 第4話                                                          | 5月04日       | 死ぬ気でダイエット!  | 細川徹 おちまさと | 金子文紀 | 12.9%  |
| 第5話                                                          | 5月11日       | 泥だらけの社交ダンス | おちまさと        | 片山修   | 12.6%  |
| 第6話                                                          | 5月18日       | NOと言えない男       | おちまさと        | 吉田秋生 | 13.2%  |
| 第7話                                                          | 5月25日       | サルより価値のない男 | 細川徹 おちまさと | 金子文紀 | 11.2%  |
| 第8話                                                          | 6月01日       | 優しい弟の鉄拳制裁!  | おちまさと        | 片山修   | 13.1%  |
| 第9話                                                          | 6月08日       | 友情は命を救えるか   | おちまさと        | 吉田秋生 | 14.3%  |
| 第10話                                                         | 6月15日       | 世界一悲しい悪魔     | 細川徹 おちまさと | 金子文紀 | 11.9%  |
| 第11話                                                         | 6月22日       | 炎のガチンコファイト | おちまさと        | 戸高正啓 | 12.7%  |
| 最終話                                                         | 6月29日       | 和也の死・天使の秘密 | おちまさと        | 吉田秋生 | 12.2%  |
| 平均視聴率 13.2%（視聴率はビデオリサーチ調べ、関東地区・世帯） |               |                      |                   |          |        |

### 各話別命題一覧（教師編）
| 各話   | 放送日        | 命題                                                                                       |
| ------ | ------------- | ------------------------------------------------------------------------------------------ |
| 第1話  | 2001年4月13日 | 「2001年4月13日金曜日、午後3時までに本気で『諦めない』と思えなかったら即死亡」             |
| 第2話  | 4月20日       | 「2001年4月20日午前10時までに、女の胸に抱かれて『好き』と告白されなかったら即死亡」        |
| 第3話  | 4月27日       | 「2001年4月27日午前0時までに謝るべき人に本気で心から『ごめんなさい』と謝らなければ即死亡」 |
| 第4話  | 5月04日       | 「2001年5月4日午後2時までに体重を5kg落とさなければ即死亡」                                 |
| 第5話  | 5月11日       | 「2001年5月11日金曜日午後7時までに他人の泥をかぶれなかったら即死亡」                       |
| 第6話  | 5月18日       | 「2001年5月18日午前10時まで一回でも他人の頼みにNOと言ったら即死亡」                        |
| 第7話  | 5月25日       | 「2001年5月25日午後5時までに、自分の価値を認めてもらえなければ即死亡」                     |
| 第8話  | 6月01日       | 「2001年6月1日、金曜午後1時までに隠岐之島正に殴られなかったら即死亡」                      |
| 第9話  | 6月08日       | 「2001年6月8日金曜日、午後9時までに友がお前の死を悲しまなかったら即死亡」                  |
| 第10話 | 6月15日       | 「2001年6月15日午後3時までに、一番悩んでいる人の本当の笑顔が見られなかったら即死亡」       |
| 第11話 | 6月22日       | 「2001年6月22日金曜日、正午までに嘘を真にしなければ即死亡」                                |
| 最終話 | 6月29日       | 「2001年6月29日午前10時までに有栖川学園を救えなかったら即死亡」                            |

## 関連商品
DVD
- 天国に一番近い男 DVD-BOX（2010年5月7日発売、TCエンタテインメント）
- 天国に一番近い男Special DVD-BOX（2010年5月7日発売、TCエンタテインメント）
- 天国に一番近い男-教師編- DVD-BOX（2010年6月2日発売、TCエンタテインメント）

CD
- 天国に一番近い男-教師編- オリジナルサウンドトラック（2001年5月30日発売、ユニバーサルJ）